# Revelations (álbum de Audioslave)
Revelations é o terceiro e, com a saída do frontman Chris Cornell em Fevereiro de 2007, último álbum de estúdio da banda de rock norte-americana Audioslave. O álbum foi lançado no dia 5 de Setembro de 2006 nos Estados Unidos e um dia antes no Reino Unido. Brendan O'Brien, quem produziu ou mixou os álbuns de numerosas bandas de rock nos últimos vinte anos, incluindo Soundgarden, Rage Against The Machine, Stone Temple Pilots, The Offspring, Pearl Jam, Incubus e Bruce Springsteen, estava na administração deste álbum. O Audioslave tinha vinte canções escritas (algumas foram exibidas por eles durante seu tour no ano de 2005), e voltou ao estúdio em Janeiro para terminar de gravá-las.
O guitarrista Tom Morello descreveu o som como "Earth, Wind & Fire ao encontro do Led Zeppelin".
No dia 3 de Julho, uma festa privada de audição foi dada para os membros do fã clube e para clubes de não-fãs vencedores de um concurso. O álbum ganhou uma forte revisão dos fãs, observando-se um tom obscuro, e chorus antético. Amor, vida e perdas são os temas do novo álbum.  Ativismo político é também abordado em músicas como "Wide Awake", a qual utiliza o desastre do Furacão Katrina e o presidente George W. Bush como tema.
Antes do lançamento do disco, a faixa título (Revelations) apareceu no jogo Madden NFL 2007. As músicas "Wide Awake" e "Shape of Things to Come" foram utilizadas no filme Miami Vice (2006).
Musicalmente, este álbum é similar ao anterior, mas com uma pequena diferença. A banda incorporou influências do soul e do funk a várias (porém, nem todas) músicas do disco.
Revelations entrou para o Billboard 200 no 2° lugar com 150.631 cópias.
Várias faixas não foram tocadas em um show, já que Cornell saiu da banda em 2007. "One and the Same", "Wide Awake" e "Sound of a Gun" foram tocadas pela banda durante o tour do Out of Exile, e Cornell tocou sozinho em vários shows acústicos recentes, versões de "Until We Fall", "Original Fire" e "Wide Awake". Na falta de um vocalista e com o futuro da banda em questão, os membros remanescentes não fizeram um tour do último disco.
O álbum foi certificado como disco de ouro nos seguintes países:
- Estados Unidos, pela remessa de 500.000 cópias
- Canadá, pela remessa de 50.000 cópias
- Austrália, pela remessa de 35.000 cópias na primeira semana do lançamento.
- Nova Zelândia, pela remessa de 7.500 cópias na primeira semana do lançamento.

O disco vendeu cerca de um milhão de cópias por todo o mundo.
No trabalho de marketing do álbum, a banda teve a nação ficcional chamada Nação Audioslave, que é mostrada na capa do CD, retratada no Google Earth. [LINK].

## Faixas
Todas as letras escritas por Chris Cornell. Músicas e arranjos feitos por Audioslave.
| N.º | Título                            | Duração |  |
| 1.  | "Revelations"                     | 4:12    |  |
| 2.  | "One and the Same"                | 3:38    |  |
| 3.  | "Sound of a Gun"                  | 4:20    |  |
| 4.  | "Until We Fall"                   | 3:50    |  |
| 5.  | "Original Fire"                   | 3:38    |  |
| 6.  | "Broken City"                     | 3:48    |  |
| 7.  | "Somedays"                        | 3:33    |  |
| 8.  | "Shape of Things to Come"         | 4:43    |  |
| 9.  | "Jewel of the Summertime"         | 3:53    |  |
| 10. | "Wide Awake"                      | 4:26    |  |
| 11. | "Nothing Left to Say But Goodbye" | 3:32    |  |
| 12. | "Moth"                            | 4:57    |  |

## Faixa bônus iTunes
1. "Show me How to Live (Live at The Quart Festival)" - 5:02

## Disco bônus Best-Buy (Faixas bônus Japonesas)
1. "Set It Off (Live at The Quart Festival)" - 4:25
2. "Doesn't Remind Me (Live at The Quart Festival)" - 4:50
3. "Gasoline (Live at The Quart Festival)" - 5:34
4. "Out of Exile (Live at The Quart Festival)" - 5:04

## DVD Edição Especial
Uma edição especial do álbum que inclui um DVD de 18 minutos que contém entrevistas com os membros da banda e suas opiniões sobre o álbum.

## Créditos
- Chris Cornell - vocalista
- Tom Morello - guitarrista
- Tim Commerford - baixista
- Brad Wilk - baterista
- Billy Bowers - engenheiro
- P.R. Brown - arte do álbum
- Danny Clinch - fotógrafo
- Nick DiDia - engenheiro
- Brandy Flower - direção de arte
- Pete Lewis - técnico da banda
- Bob Ludwig - masterização
- Brendan O'Brien - produtor
- Bobby Schneck - técnico da banda
- Matt Serrechio - assistente
- Tom Syrowski - assistente

## Recepção
| Críticas profissionais | Críticas profissionais |
| Avaliações da crítica  | Avaliações da crítica  |
| Fonte                  | Avaliação              |
| ---------------------- | ---------------------- |
| allmusic               | [ 4 ]                  |
| Q                      | [ 5 ]                  |
| Slant Magazine         | [ 6 ]                  |
| PopMatters             | (sem nota)             |
| The Skinny             | [ 8 ]                  |

O álbum recebeu variadas revisões, ganhando 60 dos 100 metapontos no metracritic.com, baseado em 15 revisões. Rolling Stone escreveu: "A maioria destas doze faixas tem estruturas impressionantes, com altos periódicos... que nunca determinam a canção." Um número de revisadores também mencionaram que os quatro membros moveram-se para o caminho de sua mutação para uma banda de rock coesiva e unificada.